# Louis Meintjes
Louis Meintjes (Pretoria, 21 februari 1992) is een Zuid-Afrikaans wielrenner die anno 2024 rijdt voor Intermarché-Wanty

## Carrière
Na in 2012 eerst een seizoen bij de opleidingsploeg van Lotto-Belisol te hebben gereden, kwam Meintjes vanaf 2013 drie seizoenen uit voor MTN-Qhubeka. In 2014 werd hij Zuid-Afrikaans kampioen op de weg.
In de wegwedstrijd op de Olympische Spelen in Rio de Janeiro werd Meintjes zevende, op 22 seconden van winnaar Greg Van Avermaet.

## Palmares

### Belangrijkste overwinningen
2011
3e etappe Triptyque Ardennais
2012
 Zuid-Afrikaans kampioen tijdrijden, Beloften
2013
 Zuid-Afrikaans kampioen tijdrijden, Beloften
 Zuid-Afrikaans kampioen op de weg, Beloften
5e etappe Ronde van Korea (ploegentijdrit)
3e etappe Ronde van Rwanda
2014
 Zuid-Afrikaans kampioen op de weg, Elite
 Zuid-Afrikaans kampioen tijdrijden, Beloften
2e etappe Mzansi Tour
Berg- en jongerenklassement Mzansi Tour
Jongerenklassement Ronde van Trentino
2015
 Afrikaans kampioen op de weg, Elite
Jongerenklassement Ronde van Oman
4e etappe Internationale Wielerweek
Eindklassement Internationale Wielerweek
Bergklassement Ronde van de Sarthe
Jongerenklassement Ronde van Trentino
2022
Ronde van de Apennijnen
9e etappe Ronde van Spanje
2024
4e etappe Ronde van het Baskenland

### Resultaten in voornaamste wedstrijden
| Jaar | Ronde van Italië | Ronde van Frankrijk | Ronde van Spanje |
| ---- | ---------------- | ------------------- | ---------------- |
| 2013 |                  |                     |                  |
| 2014 |                  |                     | 55e              |
| 2015 |                  | opgave              | 10e              |
| 2016 |                  | 8e                  | 40e              |
| 2017 |                  | 8e                  | 12e              |
| 2018 | opgave           |                     | 58e              |
| 2019 |                  |                     | 51e              |
| 2020 | 36e              |                     |                  |
| 2021 |                  | 14e                 | opgave           |
| 2022 |                  | 7e                  | 11e (1)          |
| 2023 |                  | opgave              |                  |
| 2024 |                  | 20e                 | 28e              |
| 2025 | 18e              |                     |                  |

| Jaar | Milaan-San Remo | Luik-Bast.‑Luik | Ronde van Lombardije | Waalse Pijl | Clásica San Sebastián |  | WK op de weg |  | Wereldranglijsten |
| ---- | --------------- | --------------- | -------------------- | ----------- | --------------------- |  | ------------ |  | ----------------- |
| 2013 |                 |                 | 52e                  |             |                       |  |              |  |                   |
| 2014 | opgave          | 61e             |                      |             |                       |  |              |  |                   |
| 2015 |                 | 11e             |                      |             |                       |  |              |  |                   |
| 2016 |                 | 31e             |                      | 26e         |                       |  |              |  | 63e (UWT)         |
| 2017 |                 | 48e             |                      | 45e         | 20e                   |  |              |  | 52e (UWT)         |
| 2018 |                 |                 |                      |             | 46e                   |  |              |  |                   |
| 2019 |                 |                 | 99e                  |             | 58e                   |  |              |  |                   |
| 2020 |                 |                 |                      |             |                       |  | 78e          |  |                   |
| 2021 |                 |                 | opgave               |             |                       |  |              |  |                   |
| 2022 |                 |                 |                      |             |                       |  |              |  |                   |
| 2023 |                 |                 | opgave               |             |                       |  |              |  |                   |
| 2024 |                 |                 | 89e                  |             |                       |  | opgave       |  |                   |
| 2025 |                 |                 |                      |             | opgave                |  |              |  |                   |

### Resultaten in kleinere rondes
| Jaar | Tour Down Under | Parijs-Nice | Tirreno-Adriatico | Ronde van Catalonië | Ronde van het Baskenland | Ronde van Romandië | Critérium du Dauphiné | Ronde van Zwitserland |
| ---- | --------------- | ----------- | ----------------- | ------------------- | ------------------------ | ------------------ | --------------------- | --------------------- |
| 2013 |                 |             |                   |                     |                          |                    |                       |                       |
| 2014 |                 |             |                   |                     |                          |                    |                       | 26e                   |
| 2015 |                 |             | 39e               |                     |                          |                    | 52e                   |                       |
| 2016 | 16e             | 22e         |                   | opgave              | opgave                   | opgave             | 9e                    |                       |
| 2017 | 59e             |             |                   | 35e                 | 6e                       | 20e                | 8e                    |                       |
| 2018 |                 |             | 17e               | 52e                 |                          |                    |                       |                       |
| 2019 |                 | opgave      |                   |                     |                          |                    |                       |                       |
| 2020 |                 |             | 12e               |                     |                          |                    | 49e                   |                       |
| 2021 |                 | 23e         |                   | opgave              |                          | 20e                |                       |                       |
| 2022 |                 |             |                   |                     |                          |                    |                       |                       |
| 2023 |                 |             |                   | opgave              |                          |                    | 7e                    |                       |
| 2024 |                 |             |                   | 44e                 | (1)                      |                    |                       |                       |

## Ploegen
- 2013 –  MTN-Qhubeka
- 2014 –  MTN-Qhubeka
- 2015 –  MTN-Qhubeka
- 2016 –  Lampre-Merida
- 2017 –  UAE Team Emirates[1]
- 2018 –  Team Dimension Data
- 2019 –  Team Dimension Data
- 2020 –  NTT Pro Cycling
- 2021 –  Intermarché-Wanty-Gobert Matériaux
- 2022 –  Intermarché-Wanty-Gobert Matériaux
- 2023 –  Intermarché-Circus-Wanty
- 2024 –  Intermarché-Wanty
- 2025 –  Intermarché-Wanty

Ciolek · Debesay · Grmay · Janse van Rensburg · Jim · Konovalovas · Meintjes · Niyonshuti · Pardilla · Potgieter · Reguigui · Reimer · Russom · Sbaragli · Stauff · Tewelde · Thomson · van Niekerk · Venter · Wesemann · van Zyl
Augustyn · Ciolek · Debesay · Dougall · Gerdemann · Grmay · Janse van Rensburg · Jim · Konovalovas · Kudus · Meintjes · Niyonshuti · Pardilla · Potgieter · Reguigui · Reimer · Russom · Sbaragli · Stauff · Teklehaimanot · Tewelde · Thomson · van Niekerk · Venter · Wesemann · van Zyl · Hník (stagiair)
Berhane · Boasson Hagen · Bos · Brammeier · Ciolek · Cummings · Dougall · Farrar · Goss · R.Janse van Rensburg · J.Janse van Rensburg · Jim · Kudus · Meintjes · Niyonshuti · Pauwels · Reguigui · Sbaragli · Stauff · Teklehaimanot · Thomson · van Zyl · Venter · Julius (stagiair)
Arashiro · Bono · Cattaneo · Cimolai · Conti · M. Costa · R. Costa · Đurasek · Feng · Ferrari · Grmay · Kasjavy · Kump · Meintjes · Modolo · Mohorič · Mori · Niemiec · Petilli · Pibernik · Polanc · Ulissi · Xu · Zurlo · Masnada (stagiair) · Ravasi (stagiair) · Troia (stagiair)
Aït el Abdia · Atapuma · Bono · Consonni · Conti · Costa · Đurasek · Ferrari · Ganna · Guardini · Kump · Laengen · Marcato · Meintjes · Mirza · Modolo · Mohorič · Mori · Niemiec · Petilli · Polanc · Ravasi · Swift · Troia  · Ulissi · Zurlo · Lizde (stagiair) · Raboesjenka (stagiair) · Romano (stagiair)
Antón · Berhane · Boasson Hagen · Cavendish · Cummings · Davies · Debesay · Dlamini · Dougall · Eisel · Gebreigzabhier · Gibbons · J. Janse van Rensburg · R. Janse van Rensburg · King · Kudus · Meintjes · Morton · O'Connor · Pauwels · Renshaw · Slagter · Thomson · Thwaites · Venter · Vermote · van Zyl
Bak · Boasson Hagen · Cavendish · Cummings · Davies · de Bod · Dlamini · Eisel · Gasparotto · Gebreigzabhier · Gibbons · J. Janse van Rensburg · R. Janse van Rensburg · King · Kreuziger · Mäder · Meintjes · Nizzolo · O'Connor · Renshaw · Slagter · Thomson · Tiller · Valgren · Venter · Vermote · Wyss
Barbero · Battistella · Boasson Hagen · Campenaerts · Carbel · De Bod · Dlamini · Dyball · Gasparotto · Gebreigzabhier · Gibbons · Gogl · Iribe · Janse van Rensburg · King · Kreuziger · Mäder · Meintjes · Nizzolo  · O'Connor · Pozzovivo · Sobrero · Stokbro · Sunderland · Thomson · Tiller · Valgren · Walscheid · Wyss
Bakelants · Bellicaud · De Gendt · De Plus · De Winter · Delacroix · Devriendt · Eiking · Evans · Hermans · Hirt · van der Hoorn · van Kessel · Koch · Kreder · Lammertink · Meintjes · Minali · Pasqualon · Petilli · Planckaert · B. van Poppel · D. van Poppel · Rota · Taaramäe · Van Melsen · Vanspeybrouck · Vliegen · Zimmermann · Girmay (stagiair) · Daemen (stagiair) · De Pooter (stagiair) · Jarnet (stagiair)
Bakelants · Bystrøm · Claeys · De Gendt · Delacroix · Devriendt · Girmay · Goossens · Hermans · Hirt · Huys · Johansen · Kristoff · Meintjes · Page · Pasqualon · Peák · Petilli · Petit · Planckaert ·  Pozzovivo(vanaf 14/2) · Rota · Taaramäe · Thijssen · van der Hoorn · van Kessel · Van Melsen · van Poppel · Vliegen · Zimmermann · De Pooter (stagiair) · Mihkels (stagiair)
Bonifazio · Bystrøm · Calmejane · Costa · De Gendt · De Pooter · Girmay · Goossens · Herregodts · Huys · Johansen · Marit · Meintjes · Mihkels · Page · Paquot · Petilli · Petit · Planckaert · Rex · Rota · Smith · Taaramäe · Teunissen · Thijssen · van der Hoorn · van Poppel · Vliegen · Zimmermann
Braet · Busatto · Calmejane · Colleoni · De Pooter · Faure Prost · Girmay · Goossens · Herregodts · Kuypers(vanaf 4/4) · Marit · Meintjes · Mihkels · Page · Paquot · Petilli · Petit · Planckaert · Rex · Rota · Smith · Taaramäe · Teunissen · Thijssen · van der Hoorn · Van Hoecke · van Poppel · van Sintmaartensdijk · Zimmermann · Dolven(stagiair)